# Municipio de Reforma de Pineda
El municipio de Reforma de Pineda es uno de los 570 municipios del estado mexicano de Oaxaca. Su cabecera es la localidad de Reforma de Pineda.

## Geografía
El municipio de Reforma de Pineda colinda al norte y al este con el municipio de Santo Domingo Zanatepec; al sur con el municipio de San Francisco del Mar; y al oeste con el municipio de San Francisco Ixhuatán.

## Gobierno
| Presidente municipal       | Periodo   | Partido | Partido                              |
| -------------------------- | --------- | ------- | ------------------------------------ |
| Pedro Pinedas              | 1929      |         | Partido Nacional Revolucionario      |
| Juan J. Román              | 1930      |         | Partido Nacional Revolucionario      |
| Felipe Castellanos         | 1931      |         | Partido Nacional Revolucionario      |
| Alberto Sánchez            | 1932      |         | Partido Nacional Revolucionario      |
| Felipe Castellanos         | 1933      |         | Partido Nacional Revolucionario      |
| Fidel Toledo               | 1934      |         | Partido Nacional Revolucionario      |
| Pedro Pineda               | 1935      |         | Partido Nacional Revolucionario      |
| Severo R. Luis             | 1940      |         | Partido de la Revolución Mexicana    |
| Juan R. Mendoza            | 1941-1942 |         | Partido de la Revolución Mexicana    |
| Buenaventura Pineda        | 1943      |         | Partido de la Revolución Mexicana    |
| Alberto Bordel             | 1943-1944 |         | Partido de la Revolución Mexicana    |
| Samuel Escobar             | 1944      |         | Partido de la Revolución Mexicana    |
| Pedro Castillejos Román    | 1945-1946 |         | Partido de la Revolución Mexicana    |
| José Santibañez            | 1947-1948 |         | Partido Revolucionario Institucional |
| Francisco García Luis      | 1949-1950 |         | Partido Revolucionario Institucional |
| Manuel Pineda Jiménez      | 1951-1952 |         | Partido Revolucionario Institucional |
| Felipe Infanzón Medina     | 1953-1956 |         | Partido Revolucionario Institucional |
| Héctor López Luis          | 1957-1959 |         | Partido Revolucionario Institucional |
| Fidel A. Liljehult Algarín | 1960-1962 |         | Partido Revolucionario Institucional |
| Pedro Castillejos          | 1963-1965 |         | Partido Revolucionario Institucional |
| Faustino Velázquez Núñez   | 1966-1968 |         | Partido Revolucionario Institucional |
| José Maciel López          | 1969-1971 |         | Partido Revolucionario Institucional |
| Melintón Cabrera Román     | 1972-1974 |         | Partido Revolucionario Institucional |
| Adrián Meza Román          | 1975-1977 |         | Partido Revolucionario Institucional |
| Pablo Medina Cruz          | 1978-1980 |         | Partido Revolucionario Institucional |
| César Delgado Nieto        | 1981-1983 |         | Partido Revolucionario Institucional |
| Aurelio Ríos Villalobos    | 1984-1986 |         | Partido Revolucionario Institucional |
| Germán Hurtado Ramírez     | 1986-1989 |         | Partido Revolucionario Institucional |
| Abel Castellanos Espinoza  | 1989-1992 |         | Partido Revolucionario Institucional |
| Pedro Villanueva Luis      | 1993-1995 |         | Partido Revolucionario Institucional |
| Isidoro Gerónimo López     | 1996-1998 |         | Partido Revolucionario Institucional |
| Erasmo Velásquz Marín      | 1999-2001 |         | Partido Revolucionario Institucional |
| Lauro Velázquez Vázquez    | 2002-2004 |         | Partido Revolucionario Institucional |
| Rogelio Cruz Meza          | 2005-2007 |         | Partido de la Revolución Democrática |
| Enoc Sánchez Meza          | 2008-2010 |         | Partido Revolucionario Institucional |
| Marcos Maciel Marín        | 2011-2013 |         | Partido Revolucionario Institucional |
| Adrián Meza Gerónimo       | 2014-2016 |         | Partido Revolucionario Institucional |
| Rosa María Aguilar Antonio | 2017-2018 |         | Candidato independiente              |
| Aracely García Hernández   | 2019-2021 |         | Partido Revolucionario Institucional |
| José Méndez Ramírez        | 2022-2024 |         | Partido Verde Ecologista de México   |